# 노래의 날개 위에 (멘델스존)
〈노래의 날개에 위에〉(독일어: Auf Flügeln des Gesanges)는 펠릭스 멘델스존의 가곡집 《여섯 개의 노래 작품번호 34》(1834) 중 두 번째 작품이다. 1827년 독일 낭만주의 시인 하인리히 하이네의 시집 《노래책》에 실린 시 '노래의 날개 위에'를 배경으로 하였다.
프란츠 리스트는 피아노 독주용으로 "On Wings of Song"을 편곡했다(S. 547).

도리스 데이가 부른 Mendelssohn의 "On Wings of Song"을 기반으로 한 "Till My Love Comes to Me"(폴 프랜시스 웹스터)가 앨범 Young at Heart에 포함되어 있다.